# Сребърна лисица
Сребърната лисица е меланистична форма на червената лисица (Vulpes vulpes). Сребърните лисици показват много вариации на кожата. Някои са напълно лъскаво черни, с изключение на бялото оцветяване на върха на опашката, което им придава донякъде сребрист вид. Някои сребърни лисици са синкаво-сиви, а някои може да имат пепеляв цвят отстрани.
В исторически план сребърните лисици са били сред тези с най-ценена козина, а кожите им често са били носени от благородници в Русия, Западна Европа и Китай. Дивите сребърни лисици не се размножават естествено единствено и само с представители на една и съща морфология на козината и могат да бъдат в едно котило с обикновената червена разновидност The fur was almost always sold to Russian and Chinese traders., докато популациите в плен, отглеждани за козината си и като домашни любимци, се чифтосват почти изключително с членове от същия цвят.

## Описание
Когато се отглеждат с друг представител на вида от същия цвят, сребърните лисици ще произведат потомство със сребриста козина, с малки вариации в тази тенденция след третото поколение. Когато се чифтосват с чисто червени лисици, получените малки ще бъдат огненочервени в цялостния цвят на козината и ще имат по-черни петна по корема, шията и точките от средните червени лисици. Когато една огненочервена лисица от такова родословие се чифтосва със сребърна, котилото е почти винаги 50% сребърно и 50% червено, което се проявява като Менделова непълна доминантна черта. Огненочервените родители понякога могат да раждат сребърно потомство, като обичайната пропорция е 1:4. Понякога цветовете на смесените лисици се смесват, а не се разделят. Смесеното потомство на сребърна и червена лисица е известно като кръстосана лисица.